# San Mauro di Saline
San Mauro di Saline là một đô thị ở tỉnh Verona trong vùng Veneto của Ý, có cự ly khoảng 90 km về phía tây của Venice và khoảng 20 km về phía đông bắc của Verona. Tại thời điểm ngày 31 tháng 12 năm 2004, đô thị này có dân số 570 người và diện tích là 11,1 km².
Đô thị San Mauro di Saline có các frazione (subdivision) Saline e Tavernole.
San Mauro di Saline giáp các đô thị: Badia Calavena, Roverè Veronese, Tregnago, Velo Veronesevà Verona.